# Michael Rohde
Cet article concerne le botaniste. Pour le joueur d'échecs, voir Michael Rohde (joueur d'échecs). Pour le footballeur, voir Michael Rohde (football).
Michael Rohde est un  médecin et botaniste brêmois, né le 25 juillet 1782 à Brême et mort le 28 mai 1812 dans cette même ville.
Le genre botanique Rohdea a été nommé en son honneur par Roth, en 1821.
Rohde est l’abréviation botanique standard de Michael Rohde.

## Source
- John Hendley Barnhart (1965). Biographical Notes upon Botanists. G.K. Hall & Co. (Boston).
- Ethelyn Maria Tucker, Catalogue of the Library of the Arnold Arboretum of Harvard University, 1917-1933.
- F. Boerner & G. Kunkel, Taschenwörterbuch der botanischen Pflanzennamen, 4 Aufl. 162, 1989.
- Georges Christian Wittstein, Etymologisch-botanisches Handwörterbuch, 770, 1852.